# 대구일마이스터고등학교
대구일마이스터고등학교(大邱一마이스터高等學校)는 대한민국 대구광역시 동구 효목동에 있는 공립 고등학교이다.

## 학교 연혁
- 1992년 2월 10일 : 대구동부공업고등학교 설립인가. 위치 대구광역시 동구 대목로 118(효목1동 212번지). 설치학과 기계과, 전자과, 토목과, 섬유과, 자동차과
- 1994년 3월 1일 : 초대 김정동 교장 부임
- 1994년 3월 7일 : 개교 및 제1회 입학(13학급 669명)
- 1997년 2월 12일 : 제1회 졸업식(13학급 586명, 누계 586명)
- 2010년 11월 18일 : 학교 급식실 이전 완공
- 2014년 5월 1일 : 산업수요맞춤형고등학교(마이스터고) 지정·고시
- 2015년 2월 23일 : 대구일마이스터고등학교로 교명 변경 승인
- 2015년 2월 24일 : 대구일마이스터고 제9대 이윤재 교장 초빙 (공모)
- 2015년 3월 2일 : 제1기 마이스터고 입학식 (제22회, 6학급 120명)
- 2015년 9월 1일 : 기숙사 청마재 개관
- 2016년 4월 8일 : 국방부지정 군특성화고 승인 (기술부사관 양성)
- 2017년 9월 22일 : 다목적강당 청마관 개관식
- 2019년 3월 1일 : 제10대 안희원 교장 부임 (공모)
- 2022년 1월 5일 : 제5기 마이스터고 졸업식 (제26회, 6학급 102명, 누계 10,659명)
- 2022년 3월 2일 : 제8기 마이스터고 입학 (제29회, 6학급 108명)

## 설치 학과
- 자동차금형과
- 자동차생산자동화과
- 자동차부품가공과
- 자동차산업계열

## 참고 자료
- 대구일마이스터고등학교 - 한국교육학술정보원 학교알리미